# Горовичи (Черна гора)
Горовичи (на сръбски: Горовићи) е село в Черна гора, разположено в община Котор. Населението му според преброяването през 2011 г. е 36 души.

## Население
Численост на населението според преброяванията през годините:
- 1948 – 157 души
- 1953 – 158 души
- 1961 – 143 души
- 1971 – 120 души
- 1981 – 86 души
- 1991 – 70 души
- 2003 – 44 души
- 2011 – 36 души